# Harmica
Harmica je vesnice v Chorvatsku v Záhřebské župě u hranice se Slovinskem, součást obce (općiny) Brdovec. V současné době zde žije 232 obyvatel. Její název pochází z maďarského výrazu pro číslovku třicet. V Harmici se nachází ale především hraniční přechod mezi Slovinskem a Chorvatskem (na silnici č. D233) a železniční stanice trati Kumrovec - Savski Marof - Záhřeb. Ve vesnici se v roce 1826 narodil Ivan Perkovac, poslanec chorvatského Saboru a tajemník Matice chorvatské.

## Obyvatelstvo
| Počet obyvatel | Počet obyvatel | Počet obyvatel | Počet obyvatel | Počet obyvatel | Počet obyvatel | Počet obyvatel | Počet obyvatel | Počet obyvatel | Počet obyvatel | Počet obyvatel | Počet obyvatel | Počet obyvatel | Počet obyvatel | Počet obyvatel | Počet obyvatel |
| -------------- | -------------- | -------------- | -------------- | -------------- | -------------- | -------------- | -------------- | -------------- | -------------- | -------------- | -------------- | -------------- | -------------- | -------------- | -------------- |
| 1857           | 1869           | 1880           | 1890           | 1900           | 1910           | 1921           | 1931           | 1948           | 1953           | 1961           | 1971           | 1981           | 1991           | 2001           | 2011           |
| 122            | 137            | 161            | 158            | 181            | 186            | 152            | 181            | 163            | 163            | 181            | 172            | 177            | 190            | 232            | 276            |